# Луї Жозеф де Вандом
Луї́ Жозеф де Вандо́м (Louis-Joseph de Vendôme, 1 липня 1654 — 11 червня 1712) — французький аристократ, військовий діяч часів короля Людовика XIV. Мав прізвисько Вели́кий Вандо́м.

## Життєпис
Походив з аристократичного роду Бурбон-Вандом. Син Людовика II де Вандома, герцога д'Етампа, Бофора, графа Пентев'єра. Замолоду отримав у 1659 році посади голови галерного флоту та губернатора Провансу.
У 1669 році осиротів, отримавши при цьому титули та величезні статки. У 1672 році записався до війська під орудою Анрі де Тюренна. Брав участь у війні з Голландією, яка точилася до 1678 року. Відзначився під час бойових дій в Ельзасі, Пфальці та в Рейнській кампанії. Все це сприяє швидкому просуванню кар'єрними шаблями — вже у 1678 році стає польовим маршалом (відповідає званню генерал-майора). У 1681 році його призначають губернатором Провансу.
У 1688 році Вандом отримує звання генерал-лейтенанта. Під час Війни Аусбурзької ліги Луї Жозеф відзначився у битві при Стеекерке у 1692 році та у битві при Марсалії у 1693 році. У 1695 році очолив французькі війська, що вдерлися до Каталонії. Тут він у 1697 році захопив Барселону. Тоді призначається віце-королем Каталонії.
З початком Війни за іспанську спадщину Вандома у 1702 році призначають командувачем військ в Італії. Тут знайомится з Джуліо Альбероні (майбутнім першим міністром Іспанії), який становиться коханцем Вандома. Того ж року Луї-Жозеф бився з австрійським військом на чолі з Євгеном Савойським біля Луццаро. Хоча результат бою був непевним, все ж австрійці відступили. У 1703 році вдерся до Тироля. У 1705 році Вандом здобув перемогу при Кассано, а у 1706 році — при Кальчинато. В цей час він отримує наказ прямувати до Фландрії.
У Нідерландах Вандому доручається командування військом разом з онуком короля Людовиком, герцогом Бургундським. Проте конфлікт Вандома з останнім, який не бажав дослухатися порад досвідченого Луї Жозефа призвело до поразки французів при Аденаурді у 1708 році.
У 1710 році на посаді головного маршала очолює війська в Іспанії, де того ж року завдає поразки австрійцям при Бріуега, а згодом при Віллавічиоза. Ці перемоги сприяли встановленню влади Філіпа V Бурбона в Іспанії. 1711 року відряджений до Мадрида. Луї-Жозеф Вандом нагло помер 11 червня 1712 року в Вінаросі.

## Особисте життя
Герцог був відомий своєю гомосексуальністю. Інші члени його родини, включаючи його брата Філіппа та діда Сезара, герцога Вандомського, також були відомі своєю гомосексуальністю/бісексуальністю, що призвело до того, що сімейний особняк на Вандомській площі у 17 столітті називали «Готель де Содом». За словами Сен-Сімона, Луї-Жозеф «занурювався… більше, ніж будь-хто інший», у содомію, задовольняючи власні бажання зі «своїми камердинерами та офіцерами». Сен-Сімон писав про стосунки герцога з Людовиком XIV, що, хоча король «завжди мав особливий жах до „мешканців міст рівнини“ [гомосексуалів]… пан де Вандом, хоча й був найбільш огидно заплямований цією вадою — настільки публічно, що він ставився до цього як до звичайної галантності — ніколи не вважав, що його прихильність зменшувалася через це». Ті, хто хотів заслужити прихильність Вандома, намагалися спочатку завоювати його коханців. В одному з сучасних переказів стверджується, що в його маєтку Шато д'Ане селяни з околиць чекали на герцога в лісі, коли той виходив на полювання, сподіваючись отримати винагороду за сексуальні послуги.
Луї-Жозеф страждав на сифіліс і втратив частину носа через цю хворобу. Він був першим придворним, який попросив дозволу від двору лікувати цю хворобу солями ртуті, відомими як «Великі ліки» (фр. le grand remède).